# Бругерио
Бругѐрио (на италиански: Brugherio, на западноломбардски: Brughé, Бруге) е град и община в Северна Италия, провинция Монца и Брианца, регион Ломбардия. Разположен е на 144 m надморска височина. Населението на общината е 34 049 души (към 2013 г.).
До 2004 г. общината е част от провинция Милано.